# Baruun-Urt
Baruun-Urt (tiếng Mông Cổ: Баруун−Урт, tây-dài) là một đô thị tại miền đông Mông Cổ và là thủ phủ của tỉnh Sükhbaatar. Đô thị cùng vùng phụ cận thuộc một sum của tỉnh tỉnh Sükhbaatar. Sum Baruun-Urt có diện tích 59 km², dân số là 15.549 người, mật độ cư dân đạt 265/km² (2008). Baruun-Urt bị sum Sükhbaatar bao quanh.
Mỏ thiếc Tömörtiin Ovoo nằm cách đô thị 13 km về phía bắc.

## Dân cư
| 1959  | 1969  | 1979   | 1989   | 1994   | 2000   | 2006   | 2008   |
| ----- | ----- | ------ | ------ | ------ | ------ | ------ | ------ |
| 6.000 | 8.000 | 11.600 | 16.100 | 17.289 | 15.133 | 12.000 | 12.944 |

## Giao thông
Sân bay Baruun-Urt (UUN/ZMBU) có một đường băng chưa được trải và hiện không còn các chuyến bay đến thủ đô Ulan Bator.

## Khí hậu
Baruun-Urt có khí hậu bán khô hạn (phân loại khí hậu Köppen BSk) với mùa đông dài, rất khô và băng giá còn mùa hè ngắn và rất ấm.
| Dữ liệu khí hậu của Baruun-Urt           | Dữ liệu khí hậu của Baruun-Urt | Dữ liệu khí hậu của Baruun-Urt | Dữ liệu khí hậu của Baruun-Urt | Dữ liệu khí hậu của Baruun-Urt | Dữ liệu khí hậu của Baruun-Urt | Dữ liệu khí hậu của Baruun-Urt | Dữ liệu khí hậu của Baruun-Urt | Dữ liệu khí hậu của Baruun-Urt | Dữ liệu khí hậu của Baruun-Urt | Dữ liệu khí hậu của Baruun-Urt | Dữ liệu khí hậu của Baruun-Urt | Dữ liệu khí hậu của Baruun-Urt | Dữ liệu khí hậu của Baruun-Urt |
| Tháng                                    | 1                              | 2                              | 3                              | 4                              | 5                              | 6                              | 7                              | 8                              | 9                              | 10                             | 11                             | 12                             | Năm                            |
| ---------------------------------------- | ------------------------------ | ------------------------------ | ------------------------------ | ------------------------------ | ------------------------------ | ------------------------------ | ------------------------------ | ------------------------------ | ------------------------------ | ------------------------------ | ------------------------------ | ------------------------------ | ------------------------------ |
| Cao kỉ lục °C (°F)                       | 0.2 (32.4)                     | 4.8 (40.6)                     | 17.3 (63.1)                    | 27.5 (81.5)                    | 34.6 (94.3)                    | 37.4 (99.3)                    | 39.0 (102.2)                   | 37.4 (99.3)                    | 30.5 (86.9)                    | 26.5 (79.7)                    | 12.9 (55.2)                    | 1.0 (33.8)                     | 39.0 (102.2)                   |
| Trung bình ngày tối đa °C (°F)           | −16.3 (2.7)                    | −12.0 (10.4)                   | −1.2 (29.8)                    | 10.7 (51.3)                    | 19.2 (66.6)                    | 24.5 (76.1)                    | 26.2 (79.2)                    | 24.4 (75.9)                    | 17.9 (64.2)                    | 9.2 (48.6)                     | −4.1 (24.6)                    | −13.4 (7.9)                    | 7.1 (44.8)                     |
| Trung bình ngày °C (°F)                  | −21.5 (−6.7)                   | −18.1 (−0.6)                   | −8.2 (17.2)                    | 3.0 (37.4)                     | 11.4 (52.5)                    | 17.6 (63.7)                    | 20.0 (68.0)                    | 18.0 (64.4)                    | 10.8 (51.4)                    | 1.7 (35.1)                     | −10.3 (13.5)                   | −18.8 (−1.8)                   | 0.5 (32.9)                     |
| Tối thiểu trung bình ngày °C (°F)        | −26.2 (−15.2)                  | −23.2 (−9.8)                   | −14.5 (5.9)                    | −4.0 (24.8)                    | 3.9 (39.0)                     | 11.2 (52.2)                    | 14.0 (57.2)                    | 12.0 (53.6)                    | 4.5 (40.1)                     | −4.2 (24.4)                    | −15.5 (4.1)                    | −23.2 (−9.8)                   | −5.4 (22.3)                    |
| Thấp kỉ lục °C (°F)                      | −38.3 (−36.9)                  | −40.1 (−40.2)                  | −32.2 (−26.0)                  | −19.7 (−3.5)                   | −8.8 (16.2)                    | −1.8 (28.8)                    | 4.0 (39.2)                     | 0.2 (32.4)                     | −7.2 (19.0)                    | −23 (−9)                       | −31.5 (−24.7)                  | −38.2 (−36.8)                  | −40.1 (−40.2)                  |
| Lượng Giáng thủy trung bình mm (inches)  | 1.8 (0.07)                     | 1.5 (0.06)                     | 2.6 (0.10)                     | 6.7 (0.26)                     | 13.1 (0.52)                    | 35.3 (1.39)                    | 61.2 (2.41)                    | 50.6 (1.99)                    | 21.2 (0.83)                    | 5.9 (0.23)                     | 2.7 (0.11)                     | 1.8 (0.07)                     | 204.4 (8.05)                   |
| Số ngày giáng thủy trung bình (≥ 1.0 mm) | 0.7                            | 0.5                            | 0.6                            | 1.5                            | 2.3                            | 6.8                            | 8.1                            | 7.5                            | 3.5                            | 1.5                            | 0.7                            | 0.6                            | 34.3                           |
| Số giờ nắng trung bình tháng             | 203.3                          | 216.4                          | 263.5                          | 274.6                          | 304.5                          | 303.0                          | 298.9                          | 290.4                          | 280.0                          | 245.2                          | 208.2                          | 183.2                          | 3.071,2                        |
| Nguồn: NOAA                              |                                |                                |                                |                                |                                |                                |                                |                                |                                |                                |                                |                                |                                |